# Travestissement, identité de genre et sexualité de Jeanne d'Arc

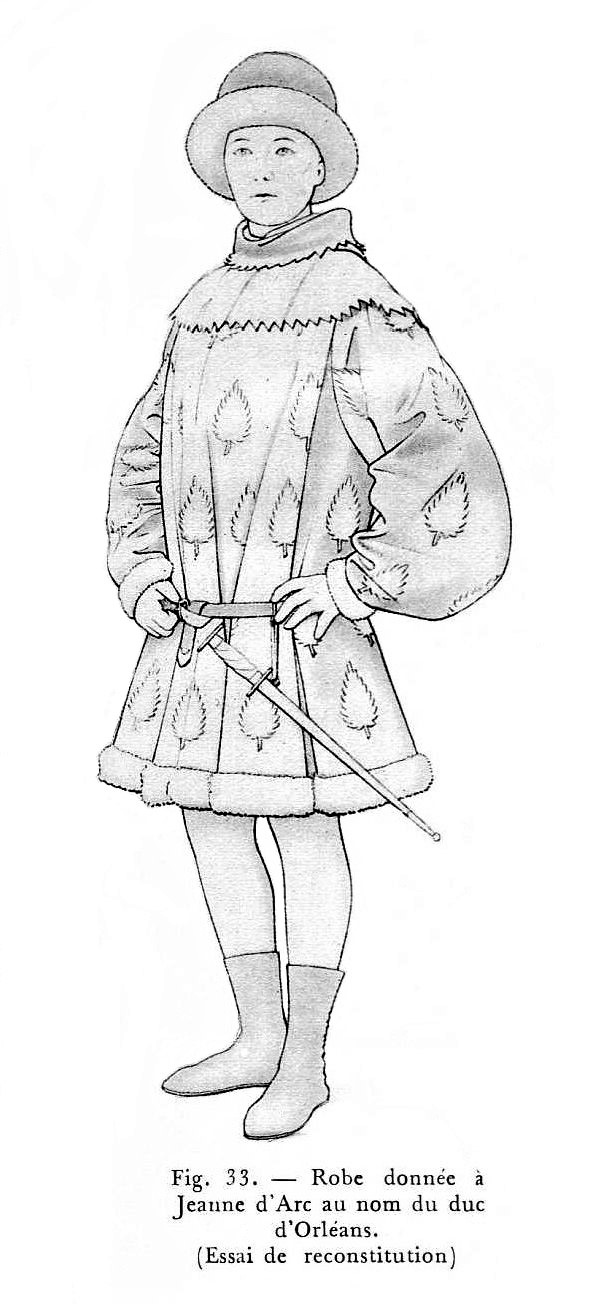
Jeanne d'Arc portant une robe masculine offerte par les gens du duc Charles d'Orléans en juin 1429.
Vue d'artiste d'Adrien Harmand, publiée dans l'ouvrage Jeanne d'Arc : ses costumes, son armure : essai de reconstitution, 1929.

Le travestissement, l'identité de genre et la sexualité de Jeanne d'Arc sont des questions soulevées concernant cette figure historique française condamnée par un tribunal ecclésiastique franco-anglais et exécutée par les Anglais pour hérésie en 1431, héroïne nationale de France, canonisée par l'Église catholique romaine. Jeanne d'Arc a mené une armée pendant la guerre de Cent Ans, adoptant les vêtements d'un soldat masculin, ce qui a finalement fourni un prétexte à sa condamnation et à son exécution.

## Anatomie sexuelle de Jeanne d'Arc
Parmi les témoins interrogés au procès de réhabilitation de Jeanne d'Arc, qui se déroula en 1455 et 1456, et dont les minutes ont été conservées en latin, Jean Pasquerel moine augustinien qui, depuis l'arrivée de Jeanne d'Arc à Tours, où il était lecteur dans un couvent de frères ermites, l'a « toujours suivie » et « n'a cessé d'être son chapelain jusqu'à Compiègne », son aumonier et confesseur, fait le 4 mai 1456 la déposition suivante, :
« Il m'a été dit que, quand elle vint au roi, Jeanne fut visitée à deux reprises par des femmes. On voulait savoir ce qu'il en était d'elle, si elle était homme ou femme, déflorée ou vierge. Elle fut trouvée femme, mais vierge et pucelle. Elle fut visitée, paraît-il, par la dame de Gaucourt et par la dame de Trèves. Ensuite on la conduisit à Poitiers pour la faire examiner par les clercs là présents et pour savoir ce qu'on devait faire d'elle ».

## Condamnation pour le port d'habits masculins
Après sa capture pendant le siège de Compiègne alors qu'elle se retire d'une attaque ratée à Margny, Jeanne d'Arc est remise aux Anglais par les Bourguignons contre le paiement d'une forte somme, emprisonnée, puis jugée pour hérésie. Malgré les tentatives des juges pour l'amener à se repentir pour son port de vêtements masculins, elle défend à plusieurs reprises le port de ces vêtements comme une « petite affaire » qui est du ressort du « commandement de Dieu et de ses anges ». Comme le notent Pernoud et Clin, « d'autres questions sur sa façon de s'habiller n'ont provoqué que des répétitions de ces réponses: elle n'avait rien fait qui n'était pas issu d'un commandement de Dieu. Sans doute même Cauchon n'aurait-il pas pu alors deviner l'importance que son style vestimentaire allait prendre ».
Jeanne d'Arc signe une cédule, peut-être sans comprendre le texte, indiquant qu'elle ne porterait plus de vêtements pour hommes, avant de réitérer, donnant au tribunal une justification pour la faire exécuter en tant qu'hérétique relapse ; « (...) seuls les relaps, c'est-à-dire ceux qui, après avoir une première fois abjuré leurs erreurs, y revenaient, pouvaient en réalité être condamnés à mort par un tribunal d'Inquisition et livrés pour cela au « bras séculier ». » Le 30 mai 1431, Jeanne d'Arc est conduite sur le bûcher.

« On sait ainsi qu'elle mesurait à peu près 1,60 mètre, qu'elle avait les cheveux
bruns, une tache sur le cou, qu'elle n'était pas très jolie et qu'elle était très forte, capable de porter un écu [un
bouclier], une lance et de se battre. On sait ensuite qu'elle n'avait pas ses règles, qu'elle s'appelait Jeannette et
qu'elle a toujours dit qu'elle était pucelle. Ici, il ne s'agit pas seulement de sexualité, mais d'un statut social, celui
de jeune fille non mariée. Quand les gens la voyaient, ils se demandaient si c'était un homme ou une femme et
si c'était véritablement une jeune fille,. »

Le procès de réhabilitation s'est aussi focalisé sur l'accusation de travestissement, que le pape Pie II a noté comme problématique. Les personnes qui ont témoigné pendant le procès ont souligné la nécessité de sa tenue vestimentaire, à la fois pour maintenir l'ordre dans ses troupes au combat et pour protéger sa chasteté. Comme l'a noté le procès, elle portait « de longs hosen conjoints, attachés au pourpoint susmentionné avec vingt cordons (aiguillettes) » et des « jambières serrées », les cordons étant utilisés pour attacher solidement les parties du vêtement ensemble afin que ses vêtements ne puissent pas être arrachés par ses gardes anglais. 
Guillaume Manchon témoigne en ces termes : « Et elle était alors vêtue de vêtements masculins et se plaignait de ne pas pouvoir y renoncer, craignant que dans la nuit ses gardes ne lui infligent un acte d'indignation [sexuelle] », une affirmation étayée par plusieurs autres témoins. La même justification a été donnée à sa rechute par un certain nombre de témoins, tels que le frère Martin Ladvenu, Pierre Cusquel, Giullaume Manchon et le frère Isambart de la Pierre, bien que plusieurs autres, comme Jean Massieu, Pierre Daron et Guillaume Colles, ont également affirmé qu'elle avait été piégée dans le port de vêtements masculins par un garde qui lui avait enlevé ses vêtements féminins. Jean Moreau a témoigné avoir entendu Jeanne répondre au prédicateur qu'elle avait adopté des vêtements masculins pendant sa campagne parce qu'elle devait vivre parmi des soldats, parmi lesquels il était plus approprié qu'elle soit en vêtements masculins plutôt que féminins. Le tribunal a statué que « rien de déplacé n'a été trouvé en elle, seulement une bonne humilité, la chasteté, la piété, la convenance, la simplicité »[réf. nécessaire].

## Perspective historique

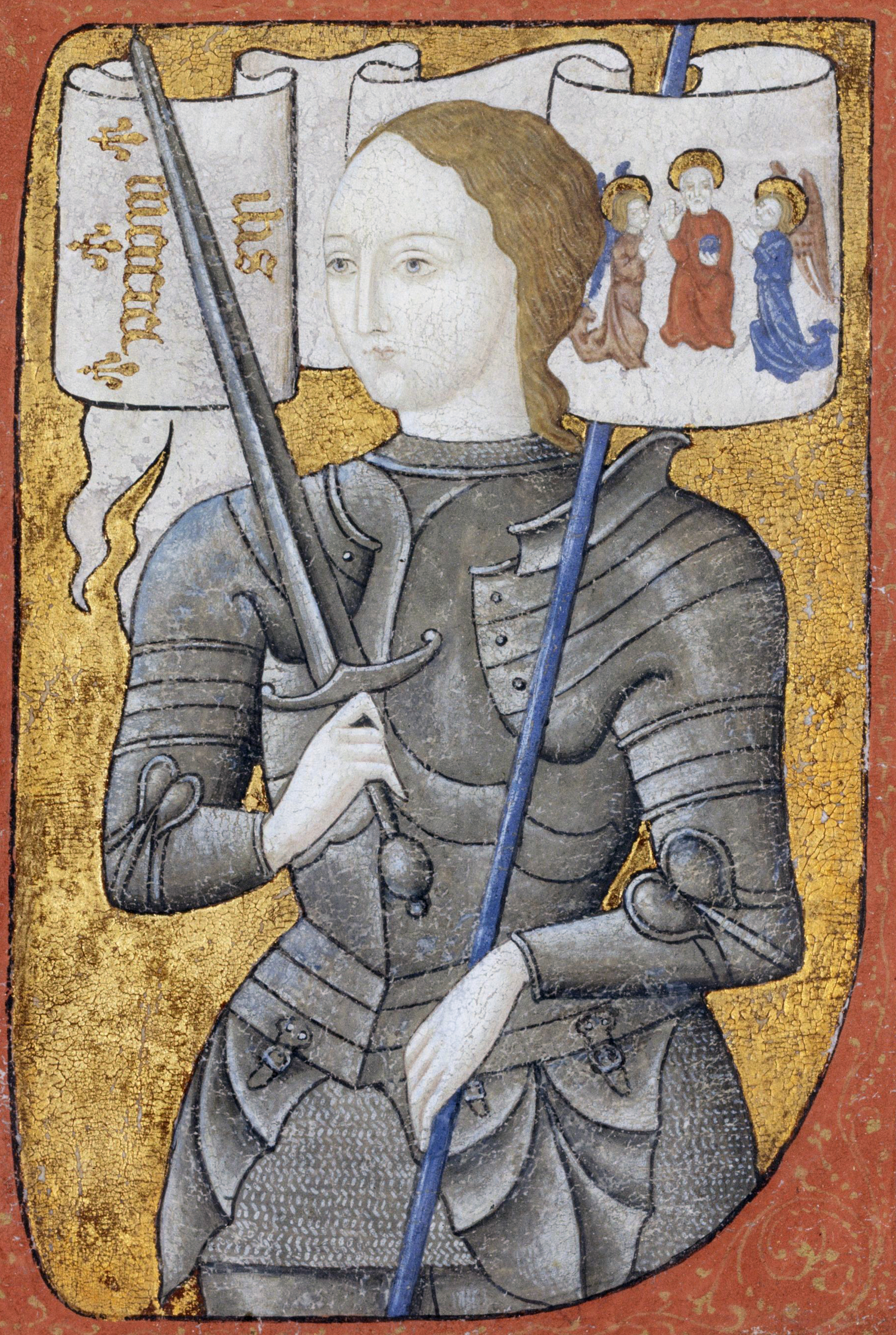
Jeanne d'Arc en armure, avec une épée.

Durant sa vie et immédiatement après sa mort, les points de vue sur Jeanne d'Arc varient considérablement, souvent (mais pas toujours) selon les camps. Les rumeurs d'une femme à la tête d'une armée adverse ont été historiquement utilisées par les Anglais pour inciter les troupes à lutter contre l'hérésie, la sorcellerie et l'immoralité évidentes. Les commentaires des soldats anglais de l'époque concernant Jeanne d'Arc la qualifient de« sorcière » ou se posent la question suivante : « s'attendait-elle à ce que [ses soldats] se rendent à une femme » et à ses troupes de « souteneurs sans foi ». L'auteur anglais de The Brut a affirmé que ses troupes l'ont suivie en raison de « tours de  sorcellerie ». Après sa défaite à Orléans, Bedford rapporta à la couronne anglaise que ses hommes avaient été ensorcelés par un agent satanique sous la forme d'une femme habillée en homme. Crane note qu'elle était qualifiée de « femme monstrueuse », « femme désordonnée et diffamée, estant en habit d'homme et de gouvernement dissolu » ).
De l'autre côté de la Manche, dès le début, il y a eu peu d'hésitation du côté des Français. Ses soldats lui étaient loyaux. Les Bourgeois de Paris affirmaient que c'était parce que « tous ceux qui lui avaient désobéi devaient être tués sans pitié », mais l'auteur du Journal du siège d'Orléans a noté que « tous la considéraient avec beaucoup d'affection, hommes et femmes, ainsi que petits enfants. » Jean de Macon, témoin oculaire du siège d'Orléans, note qu'il n'y a eu qu'un seul acte de dérision, tandis que la Chronique de Lorraine ajoute que « Toute l'armée a promis de toujours lui obéir. Chaque victoire a motivé plus de loyauté et de nouvelles victoires. Même la désobéissance à son commandement supérieur semble avoir incité à la loyauté ; elle amena l'action et la victoire, tandis que les nobles généraux plus âgés n'obtinrent que l'inaction et la défaite ».
Le 15 février 1450, Charles VII envoie une lettre ordonnant la création d'une commission royale pour réexaminer le procès de condamnation, sous la direction de Guillaume d'Estouteville, le cousin de Charles. Comme le notent Pernoud et Clin, « Ce procès était désormais le symbole de fissures culturelles complexes en quête de résolution : des fractures internes d'une France déchirée, des divisions nationales exacerbées par l'invasion anglaise, et des luttes de pouvoir religieuses et civiles soutenues par l'Université. de Paris. ». Le procès de réhabilitation s'est fortement focalisé sur l'accusation de travestissement, que le pape Pie II a noté comme problématique. Les personnes qui ont témoigné pendant le procès ont souligné la nécessité de sa tenue vestimentaire, à la fois pour maintenir l'ordre dans ses troupes au combat et pour protéger sa chasteté. Comme l'a noté le procès, elle portait « de longs hosen conjoints, attachés au pourpoint susmentionné avec vingt cordons (aiguillettes) » et des « jambières serrés », les cordons étant utilisés pour attacher solidement les parties du vêtement ensemble afin que ses vêtements ne puissent pas être arrachés par ses gardes anglais.

Ces points de vue sont restés la perspective dominante sur le travestissement de Jeanne d'Arc jusqu'à l'ère moderne. Comme le commente Régine Pernoud dans la préface de Jeanne d'Arc,  les livres sérieux la concernant dans n'importe quelle langue « ne sont que quelques dizaines ».

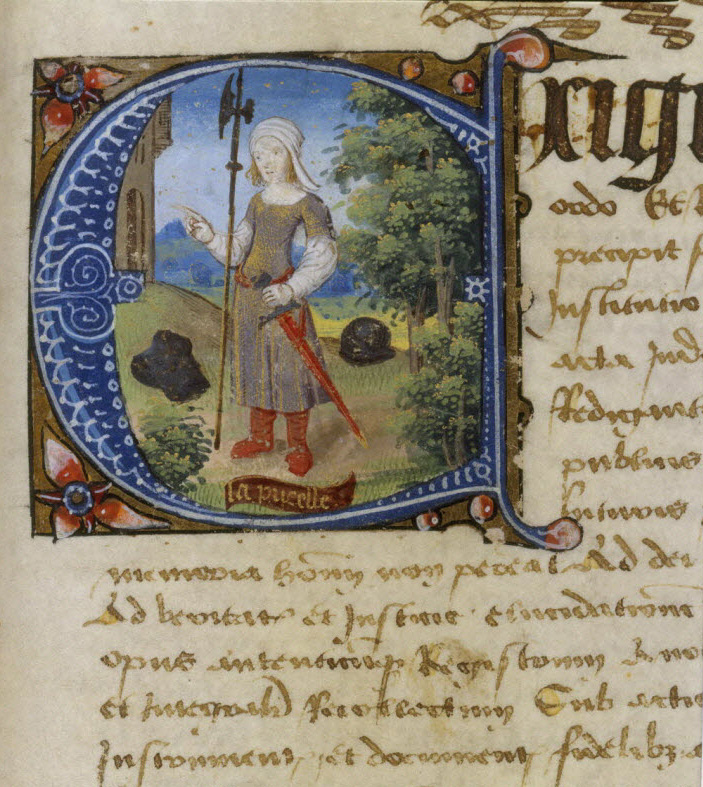
Sous un ciel diurne étoilé, vêtue en paysanne, Jeanne d'Arc se mue en guerrière armée d'une hallebarde et d'une épée.
Lettrine historiée, Paris, BnF, département des manuscrits, ms. Latin 14665,, fin du XVe siècle.

## Point de vue moderne
L'un des premiers écrivains modernes à soulever des questions autour de l'identité de genre et de la sexualité de Jeanne d'Arc a été la romancière Vita Sackville-West. Dans Sainte Jeanne d'Arc, publiée en 1936, elle suggère indirectement que Jeanne d'Arc était peut-être lesbienne.
Des réfutations ont été reçues et sont largement mentionnées. La réfutation la plus importante se réfère à la pratique médiévale courante des femmes partageant des lits entre elles ; le partage du lit n'avait aucune connotation en matière de sexualité. Bonnie Wheeler de la Société internationale de Jeanne d'Arc a qualifié le livre de « tout à fait faux mais amusant ».
Kelly DeVries note que « Aucune personne du Moyen Âge, homme ou femme, n'a fait l'objet de plus de recherches et d'études que Jeanne d'Arc. Elle est décrite comme une sainte, hérétique, fanatique religieuse, voyante, adolescente démente, proto-féministe, aristocrate, sauveuse de la France, une personnalité qui a révolutionné le cours de la guerre de Cent Ans et même libératrice marxiste ».
Régine Pernoud (2007) attribue les vêtements de Jeanne à la nécessité et à sa conviction qu'ils ont été ordonnés par Dieu. Entre autres, Pernoud cite de nombreux témoignages, dont Guillaume Manchon du procès de Réhabilitation : «  […] à l'époque, elle était habillée de vêtements masculins, et n'arrêtait pas de se plaindre de ne pas pouvoir s'en passer, craignant que les gardiens ne la violent dans la nuit, et une ou deux fois elle s'était plainte à l'évêque de Beauvais, le vice-inquisiteur, et maître Nicolas Loiseleur que l'un des gardes avait tenté de la violer ».
Marina Warner (1981) soutient que dans l'Europe préindustrielle, un lien existait entre le travestissement et les fonctions sacerdotales, justifiant ainsi une interprétation historique la dépeignant à la fois comme une sorcière et une sainte. Warner soutient en outre que Jeanne n'occupe ni un sexe masculin ni un sexe féminin. « Par son travestissement, elle a abrogé le destin de la femme. Elle pourrait ainsi transcender son sexe… En même temps, en ne prétendant jamais être autre qu'une femme et une femme de chambre, elle usurpait la fonction d'un homme mais secouait complètement les entraves de son sexe pour occuper un troisième ordre différent, ni masculin ni féminin ». Warner classe Jeanne d'Arc comme une androgyne.
Écrivaine et militante trans, Leslie Feinberg avance dans Transgender Liberation, que « Jeanne d'Arc a été brûlée par l'Inquisition de l'Église catholique parce qu'elle refusait d'arrêter de s'habiller comme un homme. ». Selon Feinberg, « […] elle était une travestie - une expression de son identité pour laquelle elle était prête à mourir plutôt que d'y renoncer ». Feinberg critique le fait que « nombre d'historiens et d'académiciens ont considéré son travestissement comme sans conséquences ». Dans les procès-verbaux de son interrogatoire, les registres de la cour montrent en effet que les juges trouvèrent son travestissement répugnant, et exigèrent qu'elle porte des vêtements féminins. Le témoignage de Jeanne d'Arc pour sa propre défense révélait à quel point elle tenait à son travestissement. Elle jura « pour rien au monde je ne promettrais de ne pas porter d'armes et de ne pas mettre des habits d'hommes. ».
Sous la direction de l'Académie française, le Centre Jeanne d'Arc d'Orléans travaille à une réédition du Procès de Jeanne d'Arc de Jules Quicherat. Selon Bouzy, le travail de Quicherat forme la base de la plupart des recherches modernes sur elle, mais il a été découvert qu'il contenait un certain nombre d'erreurs, de retouches sélectives et l'utilisation d '« originaux » qui étaient souvent des versions hautement éditées ou manipulées de documents antérieurs. Le traité de Jacques Gélu, l'un des textes théologiques commandés par Charles VII pour la réhabilitation de Jeanne, est pertinent pour la question du travestissement. Quicherat a critiqué le texte comme un « méli-mélo peu instructif » et, selon lui « l'a raccourci considérablement, en supprimant des parties des passages où des points de dogme religieux sont discutés ». Comme le note Bouzy, membre du Centre travaillant sur le projet, « Ce texte n'a pratiquement jamais été consulté par les historiens, bien qu'il fournisse des preuves intéressantes de la façon dont l'Église du XVe siècle percevait Jeanne. Le texte insiste sur le problème du travestissement de Jeanne d'Arc - cela montre qu'en 1429, même les prélats qui soutenaient Charles VII hésitaient à accepter une jeune fille habillée en homme. Apparemment, Charles VII ne s'est prononcé en faveur de Jeanne que parce que son confesseur, Gérard Machet, était convaincu que Jeanne d'Arc était la fille dont la venue avait été annoncée dans une prophétie de Marie Robine, ermite d'Avignon ; et même alors, Charles exigeait qu'elle soit minutieusement examinée. Plusieurs autres traités qui n'ont jamais été traduits (à part le tract de Gerson) sont susceptibles de nous réserver également des surprises ».

## Reprise de la question du genre
En 2010, le collectif UrbanPorn recouvre la statue de Jeanne d'Arc à Lille de slogans queers et de tissus fuchsia,.
En octobre 2020, Clovis Maillet publie un livre explorant la fluidité de genre dans la période médiévale intitulé Les genres fluides, de Jeanne d'Arc aux Saintes trans,. Il arrive à la conclusion selon laquelle il est difficile de qualifier Jeanne d'Arc de trans — « en réalité, Jeanne d'Arc n'a pas changé de genre et s'est toujours fait appeler Pucelle » —, mais relève que son cas n'est pas l'archétype idéal pour construire une héroïne nationale féminine hétéronormative, qu'elle soit considérée comme anticléricale ou comme sainte. De fait, selon les sources qu'il mobilise, elle aimait porter des vêtements masculins même dans le civil où elle se vêt avec une élégance qui lui est reprochée,,. Selon lui, ces habits ne sont ainsi pas là uniquement pour raisons guerrières ou échapper au viol. Il interprète donc son parcours comme étant intéressant du point de vue de la performativité du genre, telle que décrite par Judith Butler.  
La médiéviste Marie Dejoux considère que le port continuel de vêtements masculins par Jeanne d'Arc dans sa prison rouennaise aurait essentiellement visé à préserver sa virginité, une idée qui viendrait de Michelet, « gage du caractère sacré de sa mission », et se prémunir d'un viol par des gens d'armes et des geôliers. Elle estime donc que Jeanne d'Arc n'est sans doute pas une « égérie queer ». Pour Justine Audebrand, docteure en histoire médiévale, Jeanne d'Arc « n'est en réalité ni sainte au sens médiéval, ni transgenre au sens contemporain ».

### Sources primaires
- Pierre Champion, Procès de condamnation de Jeanne d'Arc : Texte, traduction et notes, vol. I, t. 22-23 : Texte latin, Genève, Slatkine Reprints, coll. « Bibliothèque du XVe siècle », 1976 (1re éd. 1920), XXXII-446 p. (lire en ligne).
- Pierre Tisset ( éd.) et Yvonne Lanhers ( éd.), Procès de condamnation de Jeanne d'Arc, t. II : Traduction et notes, Paris, C. Klincksieck (Société de l'histoire de France), 1970, XXIV-435 p.
- Pierre Champion, Procès de condamnation de Jeanne d'Arc : Texte, traduction et notes, vol. II, t. 22-23 : Introduction, traduction et notes, Genève, Slatkine Reprints, coll. « Bibliothèque du XVe siècle », 1976 (1re éd. 1920), XXXII-446 p. (lire en ligne).
- Pierre Tisset ( éd.) et Yvonne Lanhers ( éd.), Procès de condamnation de Jeanne d'Arc, t. III : Introduction. Index des matières, des noms de personne et de lieu, Paris, C. Klincksieck (Société de l'histoire de France), 1971, IV-349 p.